# Caschetto da baseball

Il caschetto è un indumento protettivo obbligatorio utilizzato dai battitori nel gioco del baseball e del softball. Nel gioco infatti c'è il rischio di essere colpiti dalla palla lanciata del lanciatore e, se non ci fosse il caschetto, si rischierebbero gravi danni alla testa.

## Struttura e dimensioni
Il caschetto ricopre interamente il capo e la fronte; inoltre garantisce protezione delle orecchie. Nel campionato italiano di baseball in tutte le categorie la protezione di entrambe le orecchie è obbligatoria, mentre in altri campionati come la MLB è protetto solamente l'orecchio esposto verso il lanciatore durante la fase di battuta (è denominato para-orecchie).
La regione esterna è costituita da una plastica estremamente dura, ma allo stesso tempo flessibile e maneggevole per consentire di eseguire al meglio i gesti atletici; spesso presenta delle aperture che consentono il passaggio dell'aria.
La regione interna presenta due strati di composizione differente di natura gommosa, che hanno lo scopo principale di attutire l'urto.

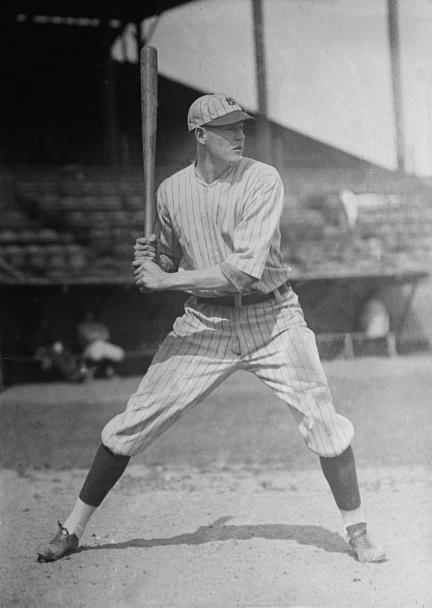
Bob Meusel in battuta senza caschetto nel 1921

## Storia
Il primo caschetto da baseball fu ideato nel 1907 da Roger Bresnahan il quale decise di utilizzarlo dopo che era stato colpito al capo durante il gioco. Da allora l'uso dei caschetti si diffuse rapidamente, anche se in fasi altalenanti: molti battitori infatti, tra cui Babe Ruth e Ty Cobb, battevano senza caschetto.
Negli anni cinquanta e sessanta molti battitori utilizzarono pezzi di plastica da inserire dentro il cappellino a scopo protettivo, pur di non indossare il caschetto. Molti giocatori negli anni settanta, tra i quali Bob Montgomery e Norm Cash, andarono a battere senza caschetto fino alla fine della loro carriera. L'ultimo fu proprio Montgomery nel 1979.

## Le varie tipologie di caschetto
Nelle categorie giovanili anche in Italia, al caschetto può essere incorporata un'ulteriore protezione che ricopre il viso: mento, bocca e naso.
Nella Italian Baseball League e nella Major League Baseball, il caschetto è obbligatorio per i bat-boys/batgirls e ballboys/ballgirls (ragazzini il cui compito è quello di recuperare palle e mazze durante lo svolgimento di una partita di baseball).
Il caschetto senza il para-orecchie è facoltativo durante il gioco per gli allenatori posti ai lati del diamante, zona del campo nella quale è elevato il numero di battute.